# Steve Vinovich
 (mars 2019).
Si vous disposez d'ouvrages ou d'articles de référence ou si vous connaissez des sites web de qualité traitant du thème abordé ici, merci de compléter l'article en donnant les références utiles à sa vérifiabilité et en les liant à la section « Notes et références ».
Steve Vinovich est un acteur américain né le 22 janvier 1945 à Peoria, Illinois (États-Unis).

## Filmographie
- 1971 : Weekend with the Babysitter : Snitch
- 1971 : Jennifer on My Mind de Noel Black : Ornstein
- 1972 : Call Her Mom (TV) : Feigelbaum
- 1972 : Le Flingueur (The Mechanic) : Party Guest
- 1982 : A Midsummer Night's Dream (TV) : Quince
- 1982 : The Unforgivable Secret (TV) : Larry Brandon
- 1983 : Au Bout du chemin (Running Out) (TV) : Dr. Bernstein
- 1986 : The Richest Cat in the World (TV) : Gus Barrett
- 1986 : Seize the Day : Zeigler
- 1987 : Mannequin : B.J. Wert
- 1988 : Raising Miranda (série TV) : Bob Hoodenpyle
- 1989 : Hollywood Boulevard II : Max Miranda
- 1989 : Wired : Studio Executive
- 1990 : L'Éveil (Awakenings) : Ray
- 1991 : Guilty as Charged : Slumlord
- 1990 : Going Places (en) (série TV) : Dick Roberts (unknown episodes, 1991)
- 1992 : House IV : Yardsale Man
- 1992 : Round Trip to Heaven : Melvin
- 1994 : Star Trek Deep Space Nine : Joseph (Saison 2, épisode 15 "Paradise")
- 1994 : La Petite star (I'll Do Anything) : Rainbow House Director
- 1994 : Super Noël (The Santa Clause) : Dr. Pete Novos
- 1994 : Le Cygne et la princesse : Puffin (voix)
- 1997 : Le Cygne et la princesse II : Puffin (voix)
- 1998 : The Swan Princess: Sing Along (voix)
- 1998 : Le Cygne et la princesse : le trésor enchanté (The Swan Princess: The Mystery of the Enchanted Kingdom) : Puffin (voix)
- 1999 : Seven Girlfriends : mari de Lisa
- 2000 : Across the Line : John 'Buddy' Randall
- 2001 : La Trompette magique (The Trumpet of the Swan) de Richard Rich : Maurice / Ranger (voix)
- 2001 : Surviving Gilligan's Island: The Incredibly True Story of the Longest Three Hour Tour in History (TV) : Jim Backus
- 2003 : Dans la caverne de Batman (Return to the Batcave: The Misadventures of Adam and Burt) (TV) : Bartender